# Serge Leroy (athlétisme)
Pour les articles homonymes, voir Leroy et Serge Leroy (homonymie).
Serge Leroy, né le 10 décembre 1947 à Nieurlet, est un athlète français, spécialiste du lancer du javelot.

## Palmarès
- Championnats de France d'athlétisme Élite :
  - 3 fois vainqueur du lancer du javelot en 1974, 1975 et 1980.
- En 1975, il remporte la médaille d'argent des Jeux méditerranéens, à Alger, avec un lancer à 70,91 m.

## Records
| Épreuve           | Performance | Lieu | Date |
| ----------------- | ----------- | ---- | ---- |
| Lancer du javelot | 80,90 m     |      | 1974 |